# Montagne de la Frau
La montagne de la Frau (1 925 m) est un sommet des Pyrénées françaises, situé dans l'Ariège. Il appartient au massif de Tabe, à l'est du département ; son versant oriental est limité par la haute vallée de l'Hers-Vif qui fait la limite avec le département de l'Aude.

## Géographie

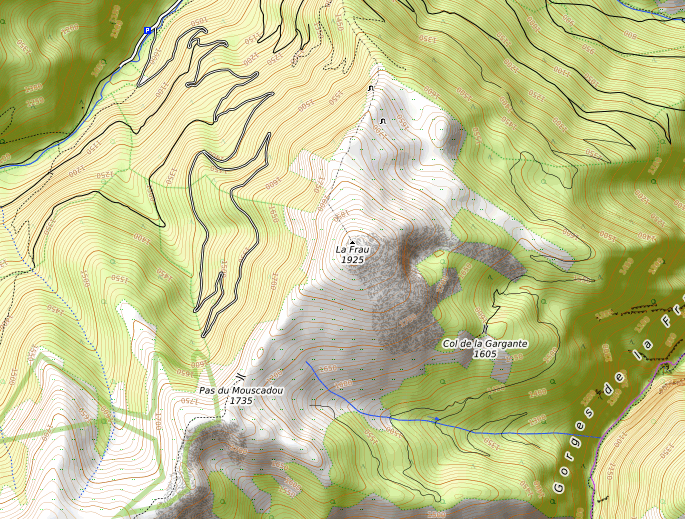
Carte topographique.

La montagne de la Frau est très majoritairement située sur le territoire communal de Montségur. Une infime partie de son versant nord-est appartient à la commune de Fougax-et-Barrineuf.

### Topographie
La montagne de la Frau est le plus oriental des principaux sommets du massif de Tabe. Elle se situe à l'extrémité de la crête principale du massif, à environ 5 km au nord-est du pic de Soularac, et à 10 km à l'est du mont Fourcat à vol d'oiseau. Elle domine le village de Montségur, situé au nord, et les gorges de la Frau (creusées par l'Hers-Vif) la bordent sur son versant est.

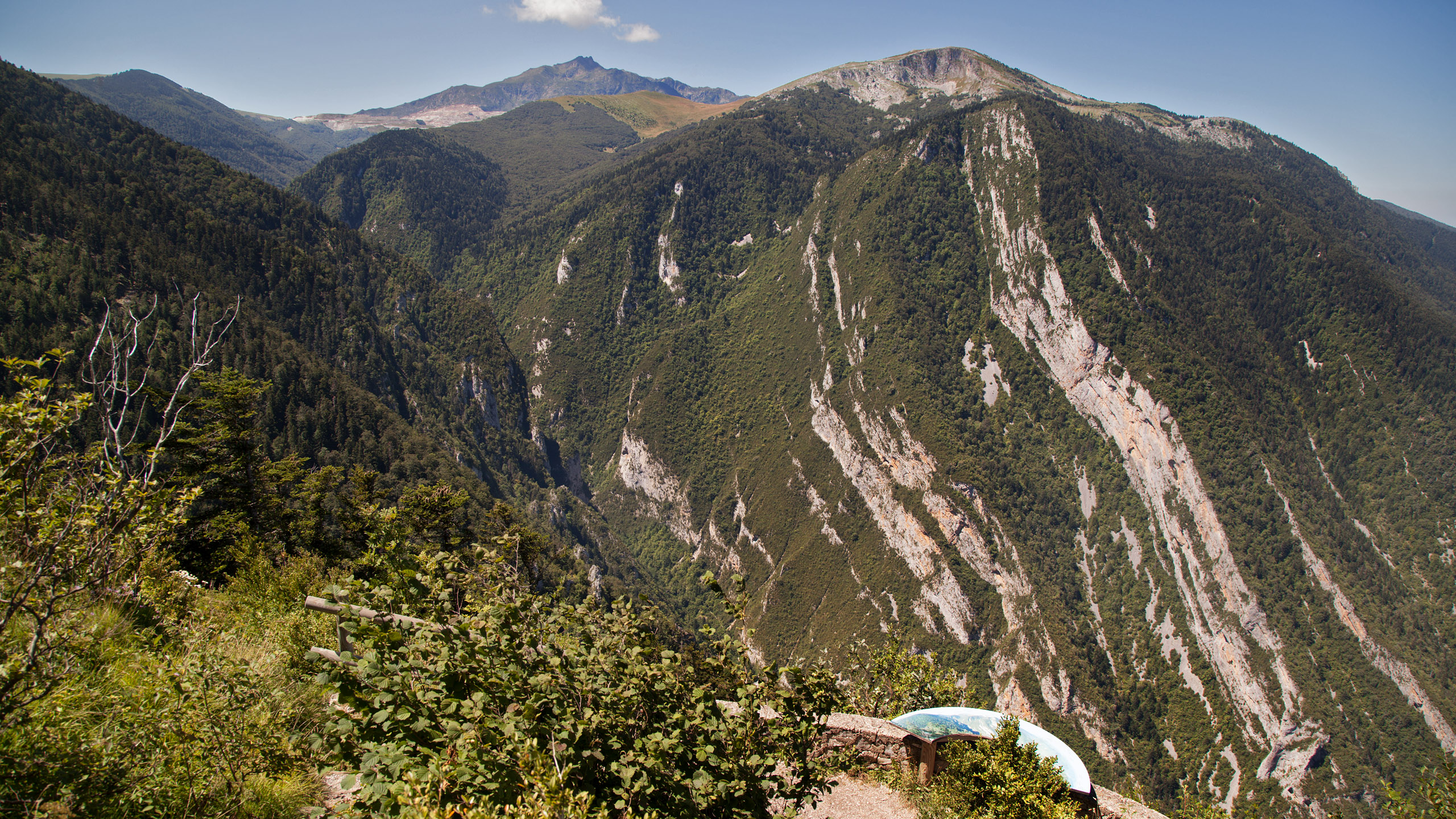
Vue de la montagne de la Frau depuis le pas de l'Ours (Comus), au fond le pic du Soularac.
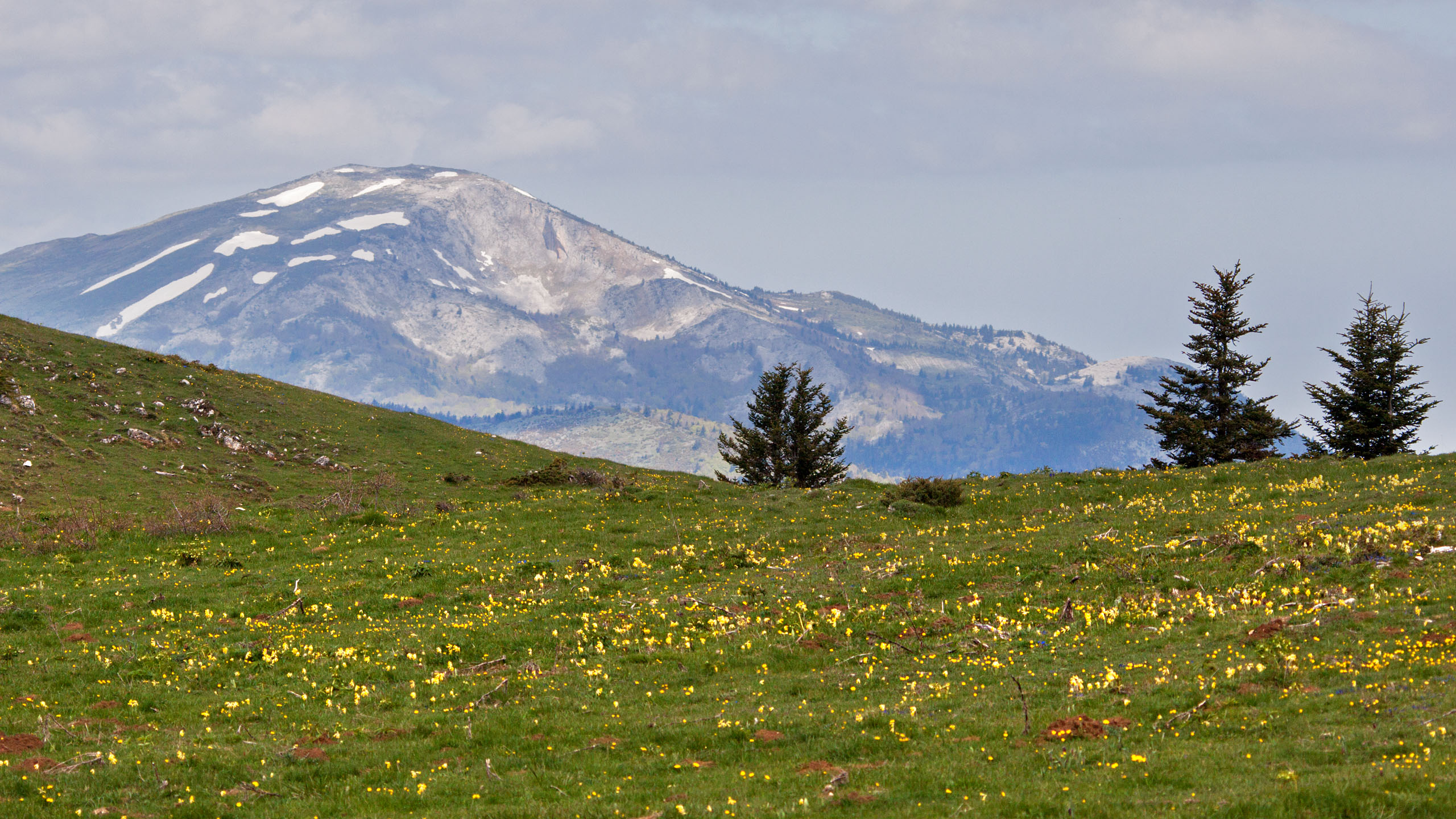
Vue du versant est de la montagne de la Frau.
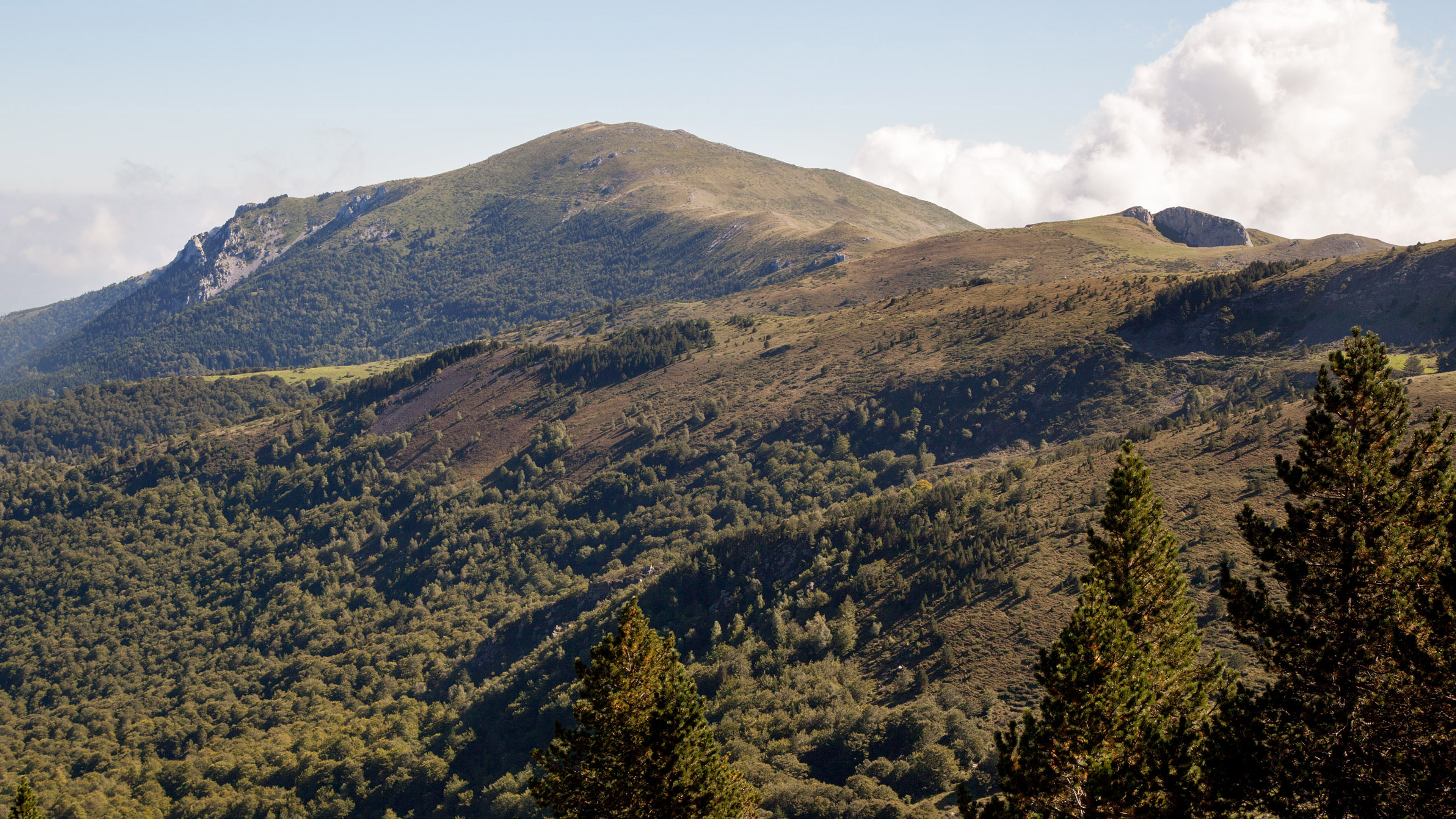
Le versant ouest.

## Histoire

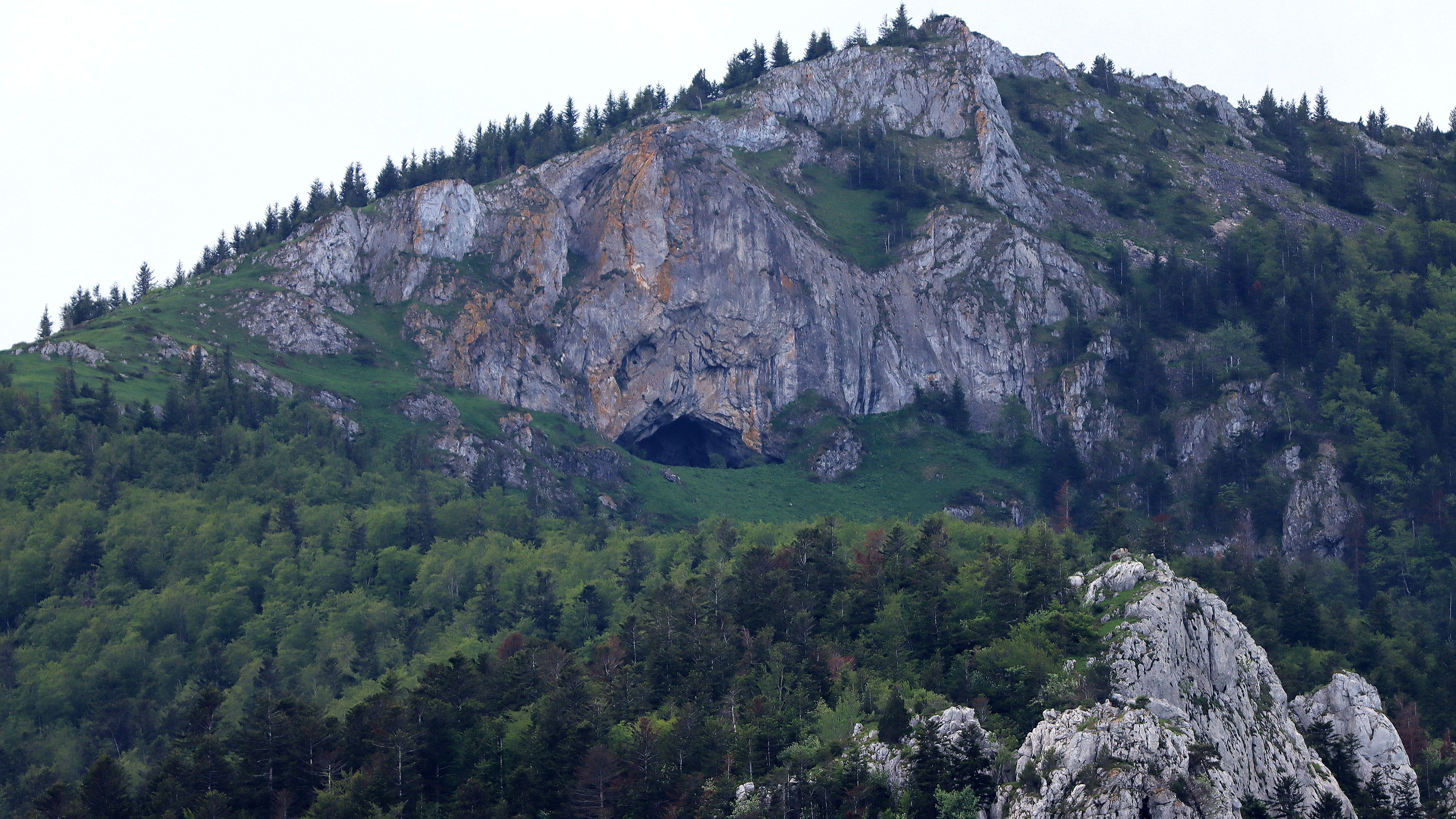
La grotte versant nord.

La montagne compte plusieurs grottes, dont la grotte de la Caunha, qui fut un lieu d'abri pour les maquisards durant la Seconde Guerre mondiale.